# Hermann-Josef Arentz
Hermann-Josef Arentz (* 20. Januar 1953 in Köln) ist ein ehemaliger Politiker (CDU), der Mitglied des Landtages von Nordrhein-Westfalen und Bundesvorsitzender der Christlich-Demokratischen Arbeitnehmerschaft (CDA) war.

## Jugend und Ausbildung
Arentz beendete seine Schullaufbahn 1971 mit dem Abitur am Humboldt-Gymnasium Köln. Im Anschluss studierte er Geschichtswissenschaft, Sozialwissenschaften und russische Sprache an der Universität Köln. 1976 legte er die erste Staatsprüfung für das Lehramt an Höheren Schulen ab.

## Beruf
Im Anschluss an sein Studium arbeitete Hermann-Josef Arentz bei der Katholischen Arbeiterbewegung (KAB). Von 1976 bis 1977 war er dort als Familienbildungsreferent und von 1978 bis 1985 als Redakteur der KAB-Verbandszeitung beschäftigt und in dieser Funktion stv. Betriebsratsvorsitzender der KAB. 1985 wechselte Arentz auf Wunsch des damaligen Generalsekretärs der CDU Heiner Geißler als Abteilungsleiter für Sozialpolitik in die Bundesgeschäftsstelle der CDU, wo er bis 1992 beschäftigt war. Er war dort ab 1987 beurlaubt, weil er den Vorsitz des Bundesfachausschusses Sozialpolitik der CDU übernahm. Seit Mai 1992 war er bei der Rheinbraun AG, zuletzt bei der RWE Power AG, angestellt.
Ab 2005 war Arentz als Unternehmensberater (ArentzConsulting) tätig. Im Wintersemester 2011/12 arbeitete Arentz in Bielefeld als Lehrbeauftragter des Instituts für Diakoniewissenschaft und Diakonie-Management der Kirchlichen Hochschule Wuppertal/Bethel.

## Politik
Arentz trat 1971 im Alter von 18 Jahren in die CDU ein. Aus der Katholischen Arbeiterbewegung kommend legte Arentz seinen politischen Schwerpunkt auf die Vertretung der Arbeitnehmerrechte: Seit 1987 stand er dem CDU-Bundesfachausschuss „Sozialpolitik“ vor. Von 1980 bis 2005 amtierte er als Vorstandsmitglied des CDU-Kreisverbandes Köln und 1991 wurde Arentz als Mitglied in den Landesvorstand der CDU Nordrhein-Westfalen gewählt. Von 1993 bis Juni 2001 war er 1. stellvertretender Bundesvorsitzender der CDA. Als solcher übte er zwischen Dezember 1993 und März 1994, den geschäftsführenden Vorsitz der CDU-Sozialausschüsse aus, nachdem der kurz zuvor gewählte Werner Schreiber seinen Rücktritt erklärt hatte. Am 7. Juni 2001 wurde Arentz als Nachfolger von Rainer Eppelmann zum Bundesvorsitzenden der CDA gewählt. Von 1995 bis 2002 war Arentz auch CDA-Landesvorsitzender in Nordrhein-Westfalen. Auf Bundesebene war Arentz neben seinem CDA-Vorsitz von September 1998 bis 2004 Mitglied im Bundesvorstand der CDU. Vom 10. April 2000 bis zum 6. Dezember 2004 gehörte er dem Präsidium der CDU an.
Vom 29. Mai 1980 bis zum 2. Juni 2005 gehörte er über fünf Wahlperioden dem Landtag von Nordrhein-Westfalen an. Er wurde jeweils über die Landesliste der CDU gewählt. In der CDU-Landtagsfraktion war er ab 1985 sozialpolitischer Sprecher und ab 1995 stellvertretender Fraktionsvorsitzender.
Auf Wahlvorschlag der CDU-Fraktion im Landtag von Nordrhein-Westfalen nahm Arentz als Mitglied der 9., 10., 11. und 12. Bundesversammlung an den Wahlen des Bundespräsidenten der Bundesrepublik Deutschland teil.
Hermann-Josef Arentz war schon während seiner Landtagszeit Mitarbeiter der Sozialabteilung von Rheinbraun und als solcher nach den internen Richtlinien des Unternehmens für Mandatierte in Ratsfraktionen und Parlamenten bei verringerten Bezügen freigestellt. Seine Tätigkeit für Rheinbraun war bekannt, weshalb etwa der Fraktionsvorsitzende der Grünen im Landtag, Roland Appel, Arentz wiederholt als „Lobbyisten der Rheinbraun“ oder „auf der Payroll der RWE stehend“ bezeichnete, wenn der sich für das umstrittene Braunkohleprojekt Garzweiler II einsetzte. Im Dezember 2004 wurde lanciert, dass Arentz ein jährliches Gehalt von 60.000 Euro erhielt. Deshalb scheiterte er im Dezember 2004 mit seiner Bewerbung um eine erneute Wahl ins CDU-Präsidium und erklärte am 8. Dezember 2004 seinen Rücktritt vom Bundesvorsitz der CDA. Außerdem verzichtete Arentz auf eine Kandidatur bei der bevorstehenden Landtagswahl in Nordrhein-Westfalen am 22. Mai 2005. Innerparteilich war Arentz als kritisch und arbeitnehmerorientiert bekannt, u. a. wegen seines 2004 erschienenen Buches, in dem er „die wachsenden Gegensätze zwischen Arm und Reich, die zunehmenden ökologischen Gefährdungen und die Finanzkrisen, die durch eine exzessive Sprunghaftigkeit von Kapitalströmen entstehen,“ kritisierte. Teilen des Wirtschaftsflügels war Arentz deshalb als möglicher Sozialminister in Nordrhein-Westfalen nach einer gewonnenen Wahl 2005 ein Dorn im Auge. Auch nach seinem Rücktritt blieb Arentz in der CDA an führender Stelle in Landes- und Bundesvorstand aktiv und leitete zuletzt die Grundsatz-Programmkommission, die das im November 2015 von der CDA verabschiedete neue Grundsatzprogramm erarbeitet hat.
Arentz ist auf Vorschlag der CDU gewähltes Mitglied der Medienkommission der LfM NRW und Vorsitzender des Haushalts- und Finanzausschusses. Außerdem kooptiertes Mitglied der Arbeitnehmergruppen der CDA im Bundestag und Landtag NRW.

## Familie
Der seit 1990 mit seiner Ehefrau Gabriele verheiratete Arentz ist Vater eines Sohnes und einer Tochter.

## Mitgliedschaften
Arentz war und ist Mitglied in mehreren Verbänden:
- IG Bergbau, Chemie, Energie
- Familienbund der Deutschen Katholiken
- Europa-Union
- Gesellschaft Katholischer Publizisten Deutschlands
- Hauptausschuss des Diözesanrates der Katholiken im Erzbistum Köln
- Vorstand des „Demokratischen Clubs“ Köln
- Vorstandsmitglied der Stegerwald-Stiftung
- Beiratsmitglied der LebensWert e. V. – Initiative für krebskranke Patienten an der Uniklinik Köln[9]